# Gus Dillon
Augustus Frederick „Gus“ Dillon (* 17. April 1883 in Montreal; † 19. September 1952 ebenda) war ein kanadischer Lacrossespieler.

## Erfolge
Gus Dillon war bei den Olympischen Spielen 1908 in London Mitglied der kanadischen Lacrossemannschaft und spielte auf der Position eines Verteidigers. Neben ihm gehörten außerdem Patrick Brennan, John Broderick, George Campbell, Frank Dixon, Richard Duckett, Tommy Gorman, Ernest Hamilton, Henry Hoobin, Clarence McKerrow, George Rennie und Alexander Turnbull zum Aufgebot. Nach dem Rückzug der südafrikanischen Mannschaft wurde im Rahmen der Spiele lediglich eine Lacrosse-Partie gespielt, die zwischen Kanada und dem Gastgeber aus Großbritannien ausgetragen wurde. Nach einer 6:2-Halbzeitführung gewannen die Kanadier die Begegnung letztlich mit 14:10, sodass Dillon ebenso wie seine Mannschaftskameraden als Olympiasieger die Goldmedaille erhielt.
1911 beendete Dillon, der für den Shamrock Lacrosse Club aktiv war, seine Karriere.